# Fiesta de San Genaro

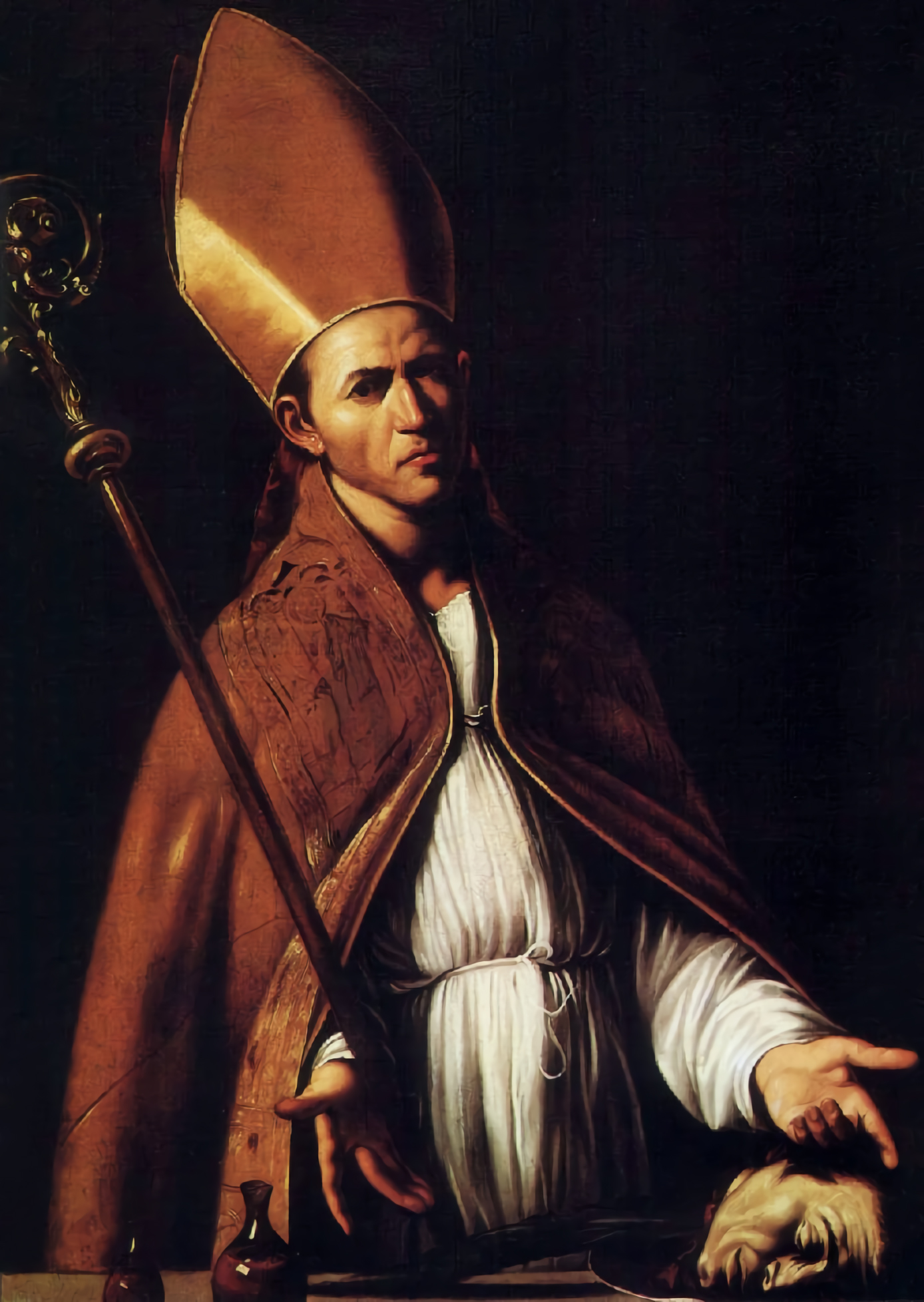
San Gennaro, obispo y mártir, por Caravaggio

La Fiesta de San Genaro (en italiano: Festa di San Gennaro), también conocida como Festa di San Gennaro por su nombre original en italiano, es una fiesta patronal napolitana e ítalo-estadounidense dedicada a San Jenaro, patrón de Nápoles y Little Italy.
Su fiesta se celebra el 19 de septiembre en el calendario de la Iglesia católica.
En Estados Unidos, la "Festa of San Gennaro" es también un momento culminante del año para el barrio de Little Italy en Nueva York cuando se lleva en procesión una estatua policromada del santo llevada por el medio de una feria callejera que se extiende por manzanas.

## En Italia

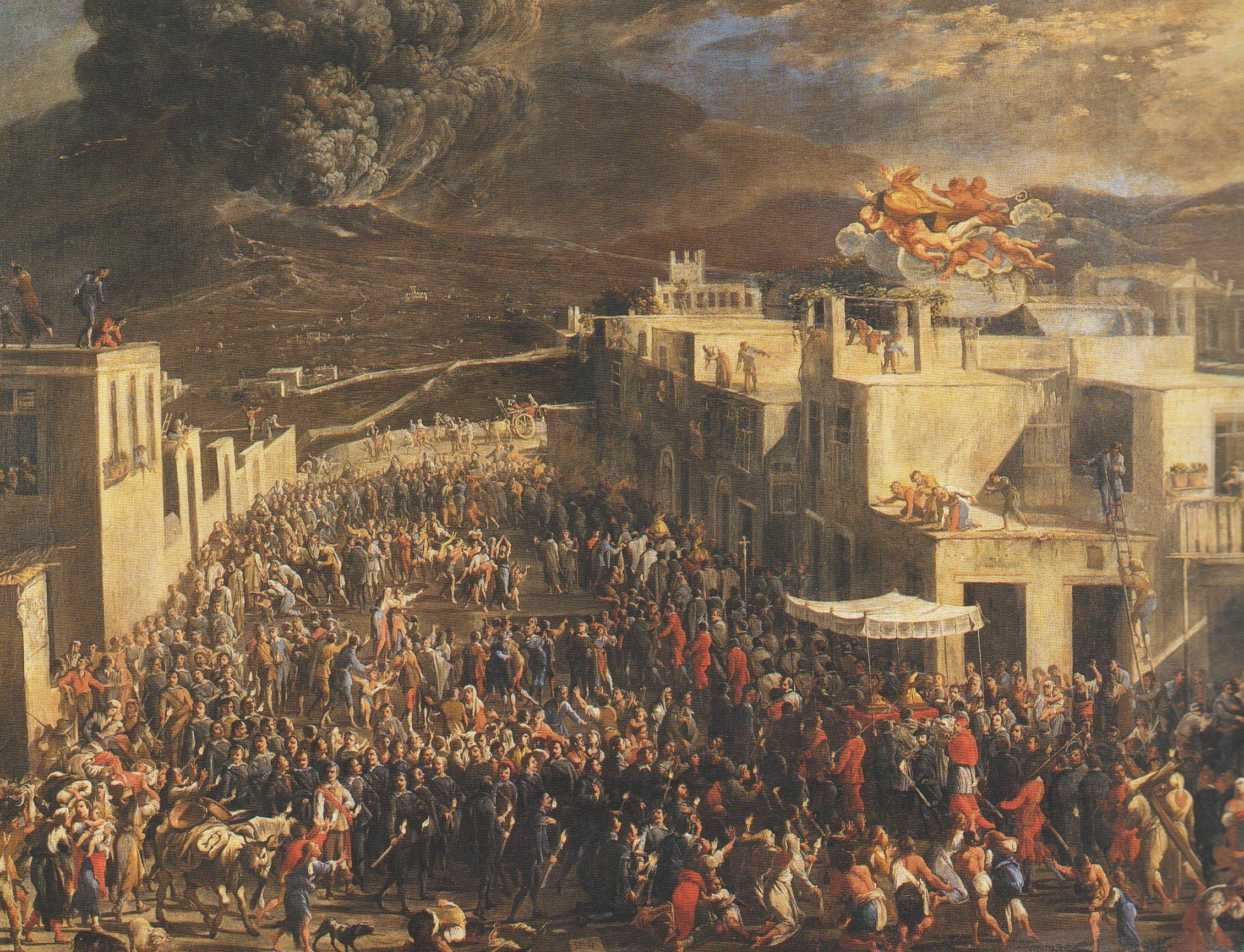
Procesión de San Genaro en Nápoles, 1631

En Nápoles y zonas limítrofes se celebra anualmente, durante tres días, una fiesta de fe en conmemoración de San Gennaro. A lo largo de la fiesta se celebran desfiles, procesiones religiosas y espectáculos musicales.

## En los Estados Unidos

### Little Italy, Nueva York

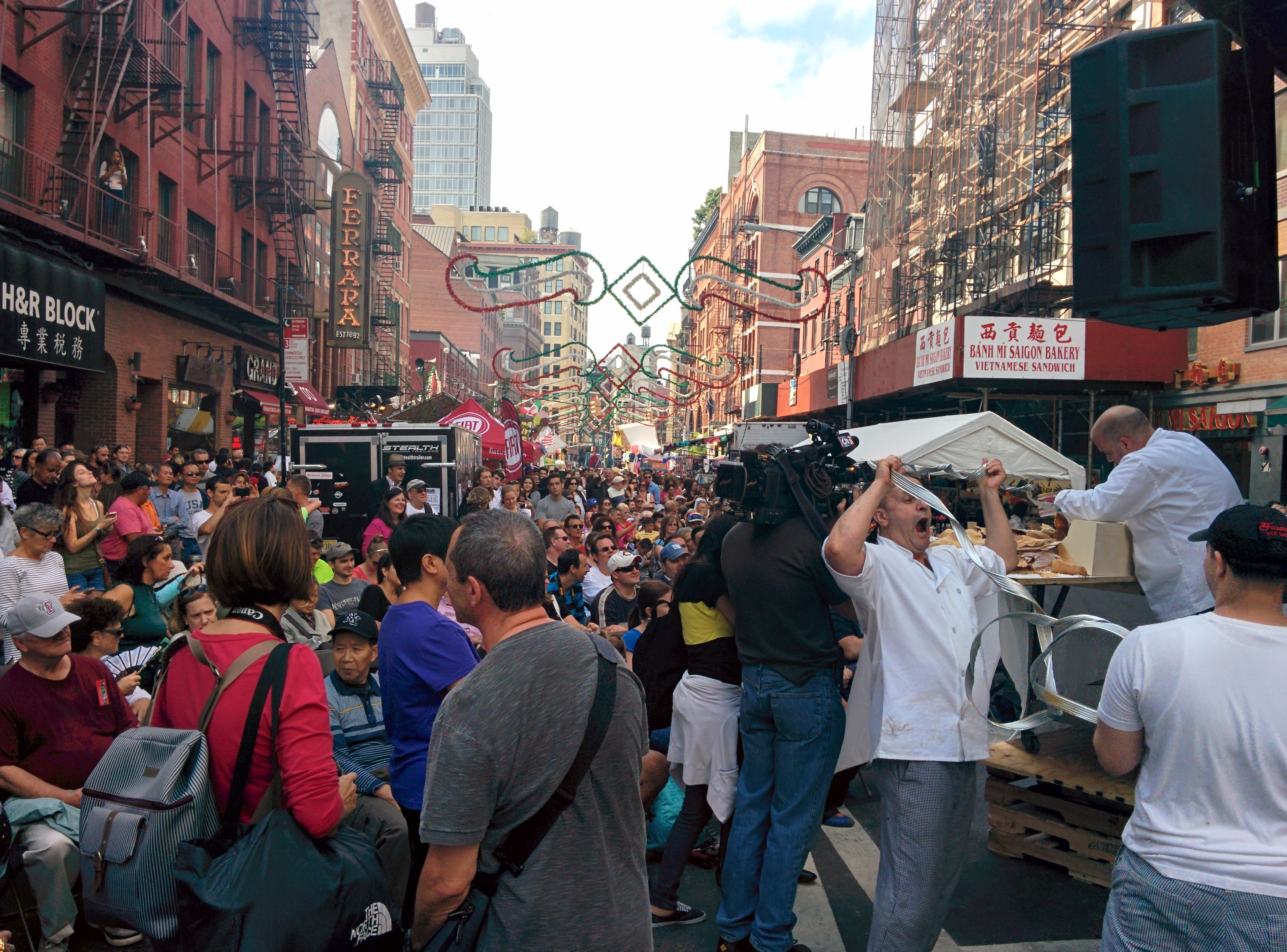
Mirando hacia el norte en Mulberry Street durante el festival de 2014. A la derecha se puede ver la panadería Little Italy Bakery construyendo lo que se convirtió en el cannolo más grande del mundo.

La fiesta se celebró por primera vez en Estados Unidos en septiembre de 1926, cuando los inmigrantes de Nápoles se congregaron a lo largo de Mulberry Street en el barrio de Little Italy en Manhattan, Nueva York para continuar la tradición que habían seguido en Italia de celebrar a San Jenaro, el patrón de Nápoles.
Las familias inmigrantes de Mulberry Street que iniciaron la fiesta, un grupo de propietarios de cafés, erigieron una pequeña capilla en la calle para albergar la imagen de su santo patrón. Invitaban a todos a degustar sus productos, pidiendo a los devotos que prendieran una ofrenda en las cintas que cuelgan del delantal de la estatua. Este dinero se distribuía entre los pobres necesitados del barrio. Originalmente era una conmemoración religiosa de un día, pero con el tiempo se convirtió en una feria callejera de 11 días organizada y dirigida por gente de fuera del barrio. Ahora es una celebración anual de comida y bebida, y una importante atracción turística.
Centrado en Mulberry Street, que se cierra al tráfico para la ocasión, el festival suele contar con salchichas, zeppole, vendedores ambulantes, juegos, desfiles y otras atracciones similares. La Gran Procesión tiene lugar a partir de las 14.00 horas del último sábado de la fiesta, inmediatamente después de una Misa de celebración en la Iglesia de la Preciosísima Sangre. Se trata de una procesión católica a la luz de las velas en la que la estatua de San Genaro es llevada desde su hogar permanente en la Iglesia de la Preciosísima Sangre por las calles de Little Italy.
Se celebra otro festival con los mismos atractivos en la otra Little Italy de Nueva York, en la comunidad Fordham/Belmont del Bronx. Las calles se cierran al tráfico, y los festejos comienzan temprano por la mañana y se prolongan hasta bien entrada la noche.

#### Corrupción
En 1995, tras la revelación de irregularidades financieras y la implicación de la mafia, el alcalde de Nueva York Rudy Giuliani declaró que si el festival de San Gennaro de la ciudad no eliminaba los elementos corruptos, lo cerraría.
Tras el ultimátum de Giuliani, se formó un grupo comunitario para gestionar el festival; el gobierno municipal pidió que contratara a un gestor profesional, y contrató a Mort Berkowitz como responsable financiero.

### Otros lugares
También se han patrocinado festivales similares en otras ciudades, siendo el más reciente el de Belmar, Nueva Jersey. La Fiesta de San Gennaro de Jersey Shore fue fundada en 2012 por Daniel Di Cesare, cuyo objetivo era destacar las contribuciones positivas de los estadounidenses de ascendencia italiana.
En 1980, Vincent Jimmy Palmisano llevó la Fiesta de San Genaro al Valle de Las Vegas, Nevada, por primera vez. El evento fue presentado y amenizado por Tony Sacca de 1986 a 2016, junto con celebridades del Strip como Pat Cooper, Ernest Borgnine, Jerry Vale, Liberace, Frankie Avalon. La ubicación inicial fue en el Italian American Club en East Sahara. 
Tras su éxito en Las Vegas, el sobrino de Vincent, Anthony Palmisano, asumió la dirección de la Fiesta de San Genaro en 1996, y la fiesta lleva ya más de 43 años presente en el valle de Las Vegas. Tras celebrarse principalmente en el Strip de Las Vegas, la Fiesta ha encontrado un nuevo hogar en The M Resort Spa & Casino de Henderson. El festival de Las Vegas se celebra ahora dos veces al año, en primavera y otoño. Este festival bianual ofrece cocina tradicional italiana, las mayores atracciones y juegos, entretenimiento en directo ininterrumpido de estrellas como Emilio Baglioni, Chazz Palminteri, Tommy DeVito de Jersey Boys y la hija de Louis Prima, Lena Prima.
En 2002, Jimmy Kimmel, Adam Carolla y Doug DeLuca fundaron la Fiesta de San Genaro Los Ángeles, que ahora es un importante evento anual que se celebra cada septiembre en Hollywood. 
En 2011, Hampton Bays (Long Island, Nueva York) comenzó su celebración de San Genaro. Desde entonces ha crecido rápidamente hasta convertirse en la mayor Fiesta de San Genaro en Long Island, y la segunda después de la Fiesta de Little Italy en el estado de Nueva York. La Fiesta de San Gennaro de Hampton Bays atrae a una gran multitud, con bandas en directo, sorteos y premios, y vendedores de comida y bebida.
En 2013, The San Gennaro Foundation Seattle fue creada por la familia Mascio para llevar el Festival San Gennaro a Seattle. Se celebra la segunda semana de septiembre e incluye la procesión de la estatua de San Gennaro, música en directo y comida. Este festival de tres días se celebra en el corazón de Georgetown donde muchos de la comunidad italiana de Seattle se establecieron cuando llegaron por primera vez a Seattle.

## En la cultura popular
- La fiesta ocupa un lugar destacado en la segunda entrega de la obra cinematográfica de Francis Ford Coppola, El Padrino Parte II (1974), donde un joven Vito Corleone asesina al personaje de Don Fanucci. En El Padrino Parte III (1990), Vincent Corleone asesina a Joey Zasa en la fiesta.
- Fue una escena del crimen en CSI: NY' en el episodio de la segunda temporada "Corporate Warriors".
- También apareció de forma destacada en la película de 1973 Mean Streets'.
- Se menciona en la canción "Sad Nights" de Blue Rodeo.
- En "The Ride" (Temporada 6 Episodio 9 de The Sopranos) Tony, Carmela y otros miembros de la familia asisten a un festival ficticio en Newark inspirado en esta fiesta. Se trata de la Fiesta de Elzéar de Sabra, que también tiene relación con Nápoles y se celebra el 27 de septiembre.
- Brian Altano cuenta una historia sobre las (pocas) diferencias entre el festival de Nueva Jersey y el festival italiano en el episodio 158 de The GameSpy Debriefings.
- En The Golden Girls, cuando las chicas compartían historias de cómo fueron concebidos sus hijos, Sophia Petrillo recuerda alegremente cómo ella y su marido Salvador intentaron concebir a Dorothy detrás del puesto de salchichas y pimientos debido a la excitación de las fiestas de San Gennaro, para consternación de Dorothy.
- En Laverne & Shirley, los personajes de la cuarta temporada viajan a Nueva York para asistir a la fiesta.
- En el juego Marvel: Avengers Alliance', la magia ha dado vida a la estatua de San Gennaro, y se puede enviar a un héroe a luchar contra ella.
- En Padre de familia: temporada 15 episodio 2. Cuando la familia Griffin va a la fiesta de San Gennaro.
- En Billions (serie de TV) temporada 4 episodio 2, Charles Rhodes recibe el apoyo del comisario de policía, Richie Sansome haciendo saber que se presenta a Fiscal General de Nueva York.

## Galería

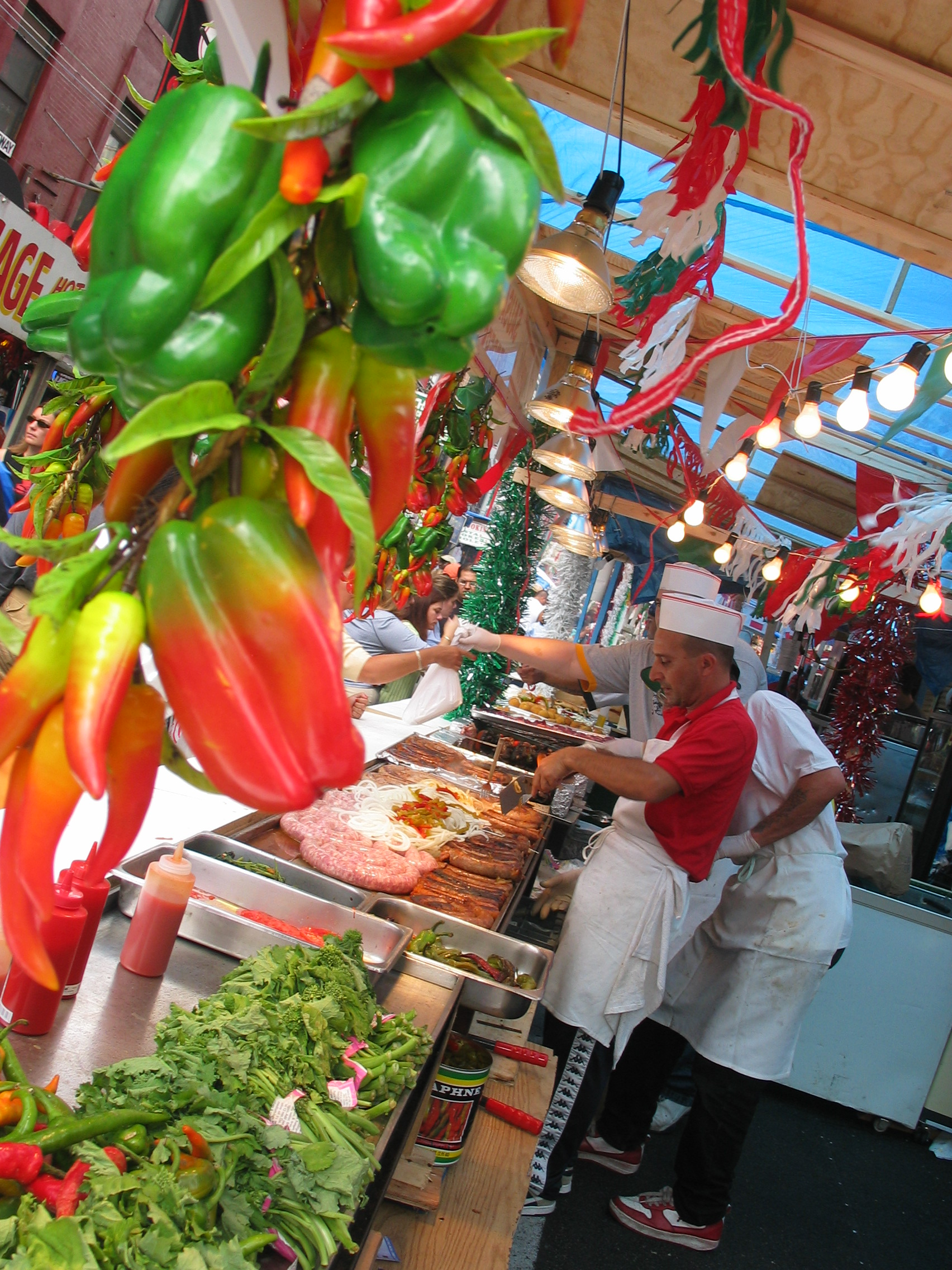
Vendedores ambulantes vendiendo salchichas en la fiesta
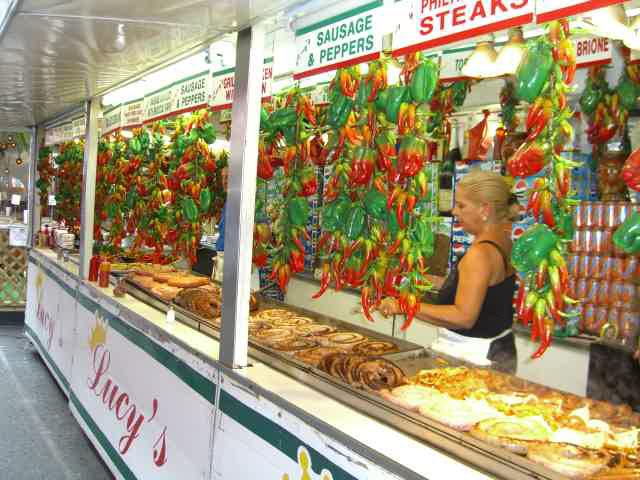
Vendedores ambulantes vendiendo bocadillos cheesesteak, salchichas y otros alimentos en las calles
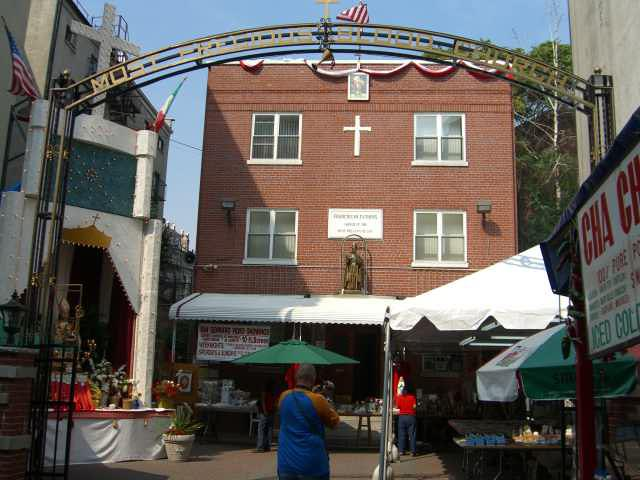
Las Oficinas y la Rectoría de la Iglesia de la Preciosísima Sangre, durante el Festival de San Gennaro, con un santuario a San Gennaro a la izquierda
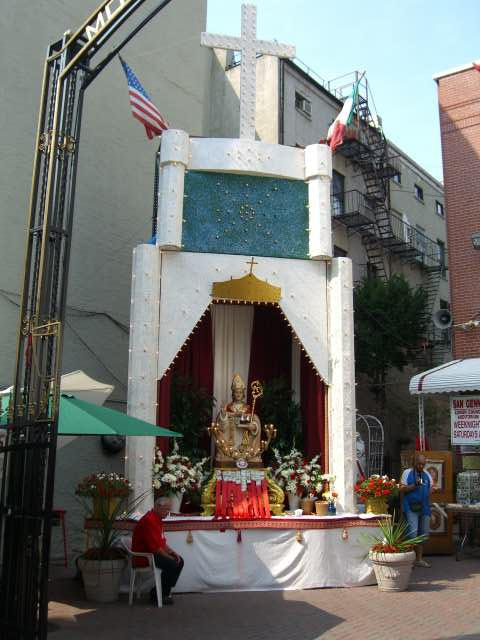
Santuario de San Genaro en el patio de la Iglesia de la Preciosísima Sangre
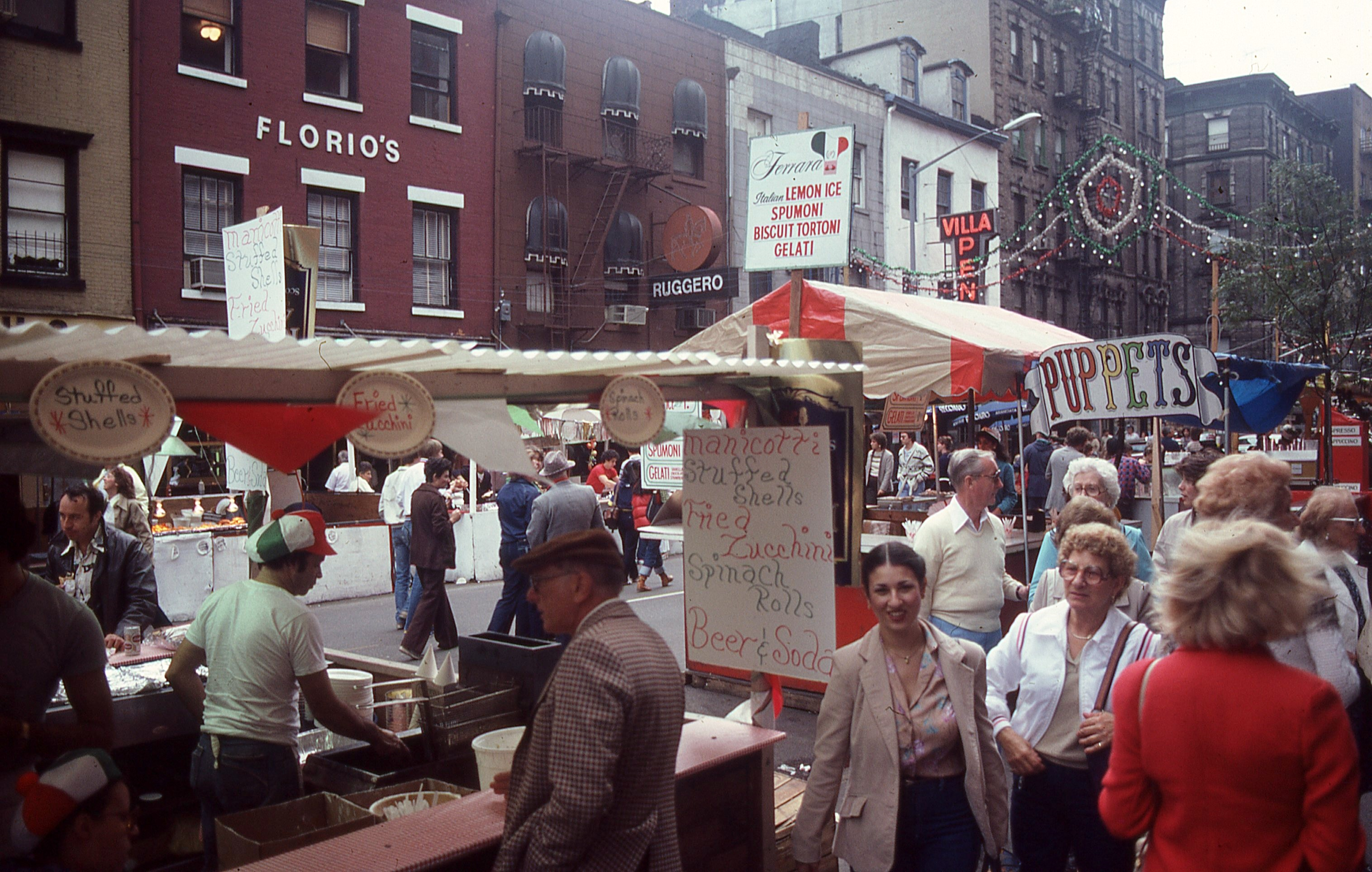
Fiesta de San Gennaro a lo largo de Grand Street en 1981